# Dialeurolonga mameti
Dialeurolonga mameti là một loài côn trùng cánh nửa trong họ Aleyrodidae, phân họ Aleyrodinae.
Dialeurolonga mameti được Takahashi miêu tả khoa học đầu tiên năm 1955.